# Шкулевская
Шкулевская — деревня в Тарногском районе Вологодской области.
Входит в состав Тарногского сельского поселения, с точки зрения административно-территориального деления — в Шевденицкий сельсовет.

## География
Расстояние до районного центра Тарногского Городка по автодороге — 6 км. Ближайшие населённые пункты — Игумновская, Исаковская, Маклинская, Веригино, Новгородовская.

## Население
По переписи 2002 года население — 23 человека (12 мужчин, 11 женщин). Всё население — русские.